# 아네톨
아네톨(anethole, 독일어: anethol)은 벤젠 고리를 가지고 있는 방향족 화합물의 일종이며, 에테르의 일종이기도 하다. 대회향유, 아니스유, 회향유 등에 존재한다.
큰 독성은 없으나 체내에 지나치게 많이 흡수되면 좋지 않다. 자극을 줄 수 있다.

## 성질
아네톨은 상온에서 백색 결정의 형태로 존재하며, 특유의 향기와 강한 단맛이 있다. 녹는점은 21°C, 끓는점은 234°C이다. 물에는 잘 녹지 않으나 유기 용매에는 녹는다. 천연에서 발견되는 아네톨은 트랜스 형이다. 아네톨은 그대로 방치할 경우 공기와 빛의 작용으로 아니스알데히드, 아니스산 등으로 변하는데, 이 경우 결정성을 잃고 색은 황색이 되며 맛은 맵고 불쾌한 맛으로 변한다.

## 제법
대회향유, 아니스유, 회향유 등의 방향유에서 분리해 낸다.

## 용도
아네톨은 다음과 같은 용도로 사용된다.
- 과자, 음료 등의 향료로 사용된다.
- 아니스유와 함께 방향료, 건위제, 거담제 등으로 사용된다.

## 같이 보기
- 분류:아니스 리큐어

## 참고 문헌
- 化學大辭典編集委員會 편, 성용길, 김창홍 역, 《화학대사전》, 서울: 世和, 2001.
- https://web.archive.org/web/20080615174611/http://msds.chem.ox.ac.uk/AN/anethole.html